# تشيما دي كاستيلو
تشيما دي كاستيلو (بالإنجليزية: Cima di Castello)‏ هو أحد جبال سلسلة سلسلة بريغاغليا وجزء من القمة الأم Monte Disgrazia يقع في كانتون غراوبوندن، سويسرا. يبلغ ارتفاع الجبل حوالي 3379 متر، بينما يبلغ ارتفاع نتوء الجبل 388 متر.